# Veit Ettlinger
Veit Ettlinger (* 1796 in Karlsruhe; † 24. Juli 1877 ebenda) war ein deutscher Jurist und Kommunalpolitiker.

## Herkunft und Studium
Der Sohn eines Fabrikanten und Karlsruher Bürgers wuchs in Karlsruhe auf und strebte nach der Schule ein rechtswissenschaftliches Studium an. Da er Jude war, musste er bei den großherzoglich-badischen Behörden ein Gesuch einreichen, das dann auch bewilligt wurde mit der Bemerkung, dass „…die Aussicht der Israeliten zur wirklichen Anstellung im Staatsdienst äußerst beschränkt sei“. Weiter wurde ausgeführt: „Will aber Veit Ettlinger dessenungeachtet auf eigene Gefahr hin Rechtswissenschaft auf in- und ausländischen hohen Schulen erlernen, so bleibt ihm solches überlassen und unverwehrt.“ Ettlinger studierte von 1815 bis 1819 an der Universität Heidelberg, wo er Vorlesungen bei Carl Theodor Welcker, Karl Salomo Zachariae, Anton Friedrich Justus Thibaut und Johann Caspar Gensler hörte.
Nachdem er sein Studium abgeschlossen hatte, wurde Ettlinger zwei Jahre Rechtspraktikant beim Karlsruher Stadtamt und er wurde nach vielen Anläufen und Zurückweisungen 1824 als Hofgerichtsadvokat und Prokurator am Hofgericht in Bruchsal fest angestellt.

## Öffentliche Ämter
Veit Ettlinger gehörte zu denjenigen Juden in Karlsruhe, die nach deren Gleichstellung als Ortsbürger aktiv waren. Ab 1841 wurde er mehrfach zum Wahlmann für die Badische Ständeversammlung gewählt und in derselben Funktion 1848 für die Frankfurter Nationalversammlung und 1950 für das Erfurter Unionsparlament. 1848 wurde er zum ersten jüdischen Stadtrat von Karlsruhe gewählt und blieb in dieser Funktion bis 1870. Darüber berichtete die „Karlsruher Zeitung“ nach dessen Wahl: „Herr Ettlinger, als Bürger wie als Rechtsgelehrter in hoher Achtung stehend, gehört dem israelitischen Glauben an, und diese Wahl ist hier die erste Verwirklichung eines der deutschen Grundrechte, welche zwar noch nicht verkündet, aber in Saft und Blut der öffentlichen Meinung übergegangen sind.“ Ettlinger schied nach dem Rückzug von Bürgermeister Jakob Malsch, mit dem er befreundet war, aus dem Gremium aus.
Auch in jüdischen Organisationen war Ettlinger aktiv. Von 1833 bis 1844 war Veit Ettlinger Synagogenratsvorsitzender in Karlsruhe. Nachdem im Oktober 1845 in Bühl der „Allgemeine Landesverein in dem Großherzogthume Baden zur Verbesserung der inneren und äusseren Zustände der Juden“ gegründet worden war, wurde Ettlinger neben anderen in dessen geschäftsleitendem Ausschuss gewählt.

## Familie
Veit Ettlingers Vater war Inhaber einer Saffianlederfabrik. Seine Familie war schon lange in Karlsruhe ansässig. Zum weiteren Verwandtenkreis gehörte auch der spätere Oberrabbiner von Altona Jakob Ettlinger. Sein jüngerer Bruder Lazarus Josef Ettlinger gründete die später über Karlsruhe hinaus bekannte Eisenwarenhandlung L. J. Ettlinger.
Ettlinger heiratete zunächst die in Karlsruhe geborene Fanny Homburger, die nach wenigen Jahren am Kindbettfieber starb und mit der er drei Kinder hatte. Seine zweite Frau Sara geb. Kaulla heiratete er 1830. Sie stammte aus Augsburg. Mit ihr hatte er zehn Kinder, darunter die Sängerin und Gesangspädagogin Emilie Kaulla (1833–1912) und die Schriftstellerin Anna Ettlinger (1841–1934). Er wohnte mit seiner Familie in der Zähringer Straße auf der Höhe der Kronenstraße, nicht weit entfernt von seinem Elternhaus, das von Friedrich Weinbrenner erbaut worden war.
Im Hause von Veit Ettlinger waren manche Künstler regelmäßig zu Gast, so der in Karlsruhe wirkende Dirigent Hermann Levi, der mit ihm befreundete Johannes Brahms und der Maler, Fotograf und spätere Biograph von Anselm Feuerbach, Julius Allgeyer.

## Ehrungen
Für seine Verdienste wurde Ettlinger im Jahre 1872 mit dem Ritterkreuz I. Klasse des Ordens vom Zähringer Löwen ausgezeichnet.